# Marco Condori
Marco Condori, född 26 mars 1966, är en friidrottare från Bolivia. Han deltog vid olympiska sommarspelen 2000.